# Centropyge loricula
Centropyge loricula là một loài cá biển thuộc chi Centropyge trong họ Cá bướm gai. Loài này được mô tả lần đầu tiên vào năm 1874.

## Từ nguyên
Từ định danh ban đầu của loài, loriculus, không được giải thích rõ nghĩa. Tên gọi có thể bắt nguồn từ tên của một chi vẹt là Lorius, đặc trưng bởi bộ lông màu đỏ rực, và C. loricula cũng có màu đỏ cam nổi bật, có lẽ đề cập đến đặc điểm của loài cá này.
Còn lorica theo tên hiện tại bắt nguồn từ loricula trong tiếng Latinh, mang nghĩa là "áo giáp", có thể đề cập đến các sọc đen như lớp áo giáp bao quanh cơ thể chúng.

## Phạm vi phân bố và môi trường sống
C. loricula có phạm vi phân bố tập trung ở các đảo quốc, quần đảo thuộc châu Đại Dương, từ Palau và Papua New Guinea trải dài về phía đông đến quần đảo Pitcairn; về phía bắc giới hạn đến quần đảo Mariana (bao gồm cả Bắc Mariana và Guam), quần đảo Hawaii và đảo Johnston; xa nhất về phía nam trải dài đến các rạn san hô vòng trên biển San Hô.
C. loricula sống gần các rạn san hô viền bờ và trong các đầm phá, độ sâu khoảng từ 15 đến 60 m.

## Mô tả
C. loricula có chiều dài cơ thể tối đa được biết đến là 15 cm. Loài này có đến ba kiểu hình khác nhau:
- Kiểu hình đỏ: chỉ được tìm thấy ở các quần thể tại Hawaii và đảo Johnston, đặc trưng bởi cơ thể màu đỏ tươi.
- Kiểu hình Marquises: đặc hữu của quần đảo Marquises, đặc trưng bởi việc thiếu đi các vệt sọc đen ở hai bên thân.
- Kiểu hình cam: được tìm thấy ở các quần thể còn lại và ở cả đảo Johnston, đặc trưng bởi cơ thể màu cam.

Ngoài khác biệt về màu sắc cơ thể giữa hai kiểu hình đỏ và cam, số lượng các đốm đen rải rác trên vây lưng và vây hậu môn của kiểu hình đỏ ít hơn, và nhìn chung nhỏ hơn nhiều so với kiểu hình cam. Ngoài ra, kiểu hình đỏ cũng không có viền đen ở rìa sau của nắp mang hay trên gốc vây ngực như thường thấy ở kiểu hình cam.
Vây lưng và vây hậu môn của cả ba kiểu hình đều có màu đen ở sát rìa, với dải viền mỏng màu xanh lam óng ở rìa vây. Phần phía sau của cả hai vây này có thêm các vạch màu xanh và đen xen kẽ.
Số gai ở vây lưng: 14; Số tia vây ở vây lưng: 16–18; Số gai ở vây hậu môn: 3; Số tia vây ở vây hậu môn: 16–18.

## Sinh thái học
Thức ăn chủ yếu của C. loricula là tảo. C. loricula thường hợp thành từng nhóm nhỏ, với một con cá đực trưởng thành thống trị những con cá cái trong hậu cung của nó (một nhóm có từ 3 đến 7 cá thể).

### Lai tạp
C. loricula được biết là đã lai tạp với bốn loài cùng chi, gồm Centropyge bispinosa, Centropyge ferrugata, Centropyge potteri và Centropyge shepardi.
- C. loricula  × C. bispinosa: tại biển San Hô và Vanuatu.
- C. loricula  × C. ferrugata: tại Philippines.
- C. loricula  × C. potteri: tại Hawaii.
- C. loricula  × C. shepardi: tại Guam.

Cả bốn loài kể trên đều nằm trong nhóm phức hợp loài "bispinosa" cùng với C. loricula, đặc trưng bởi cơ thể có các tông màu đỏ đến cam, với các sọc đen ở hai bên thân.

## Thương mại
C. loricula thường được thu thập và xuất khẩu trong ngành thương mại cá cảnh.